# Crispin Kalala Mpotoyi
Kalala Mpotoyi Crispin est un homme politique congolais, né à Mbujimayi le 7 mai 1956. Il a notamment été député.

## Biographie
Marié et père de plusieurs enfants, Mpotoyi est plus connu dans le Kasaï-Oriental. Ancien directeur administratif du Conseil provincial des diamantaires (CPD), Mpotoyi se donne pour tâche de libérer les diamantaires est-kasaiens de toutes les contraintes tant politico-administratives que sécuritaires.
Dans toutes ses interventions, radio-télévisees ou autres, il s'attaque farouchement aux autorités de la province et à ceux de la Miba. Mpotoyi a un parler franc ; homme de verbe, il est plusieurs fois interpelé par l'agence nationale de renseignements.
En 2001, il est directeur de programmes de RadioTélé Débout Kasai (RTDK), chaîne privée.  Kalala Mpotoyi était la pièce maîtresse de cette chaîne, et présentait les émissions Parlons Français et Diamant dia Kasaï, cette dernière fera de lui une vedette au Kasaï-Oriental. Il est plusieurs fois inquiété voire arrêté à propos de ses émissions
En 2003, il adhère au Parti de l'alliance nationale pour l'unité (PANU) d'André-Philippe Futa. Il est d'abord président provincial chargé des stratégies politiques avant d'être président national par intérim entre 2010-2011.
Élu député national en 2006 pour la circonscription de Mbujimayi, Mpotos siège au parlement de 2006 à 2011. Il y occupe également le poste de rapporteur de la Commission permanente « aménagement du territoire et infrastructure », et est l'auteur de plusieurs motions. Il est souvent applaudi par ses collègues de l'opposition, une couleur politique qu'il n'a pas officiellement. On l'a vu dans la commission Kahemba et plusieurs autres enquêtes parlementaires.
Il n'est pas réélu député national en 2011.